# Linea P

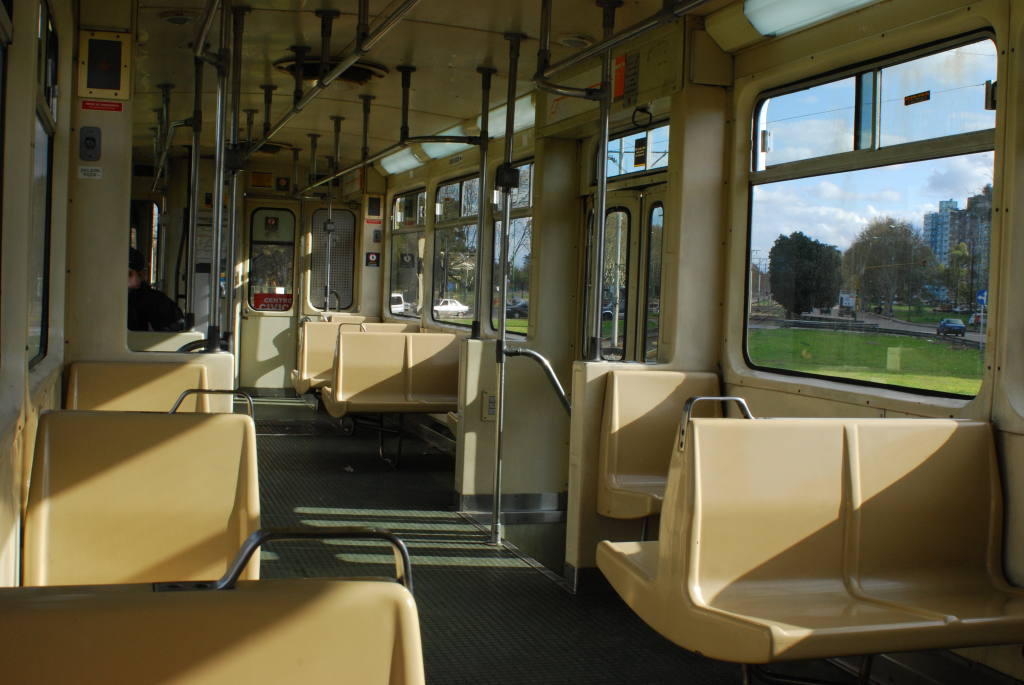
L'interno dei treni

La Linea P, anche nota come Premetro o Linea E2, è una linea metrotranviaria della città di Buenos Aires, in Buenos Aires. È caratterizzato dal colore ambra e si estende per 7,4 km. Ha tre capolinea, avendo due diramazioni: Intendente Saguier, Estación Gral. Savio e Estación Centro Cívico.
La linea venne inaugurata il 27 agosto 1986. È parte integrante del sistema metropolitano di Buenos Aires e dal 1994 il servizio viene effettuato da Metrovías insieme con le linee metro.

## Storia
L'attuale linea del Premetro o Linea E2 è in realtà solo una parte del progetto iniziale, che risale alla metà degli anni '80, che comprendeva la costruzione di due rami: la "E1", che partendo da Plaza de los Virreyes avrebbe dovuto aggirare Avenida Dellepiane, per raggiungere Barrio Comandante Luis Piedrabuena, che si trova vicino alla Avenida General Paz; e la "E2", che è l'unico ramo costruito, anche se non nella sua totalità. Infatti il progetto iniziale prevedeva che la linea arrivasse fino a Puente La Noria, dove si sarebbe dovuto costruire un terminal di autobus, ma il progetto non venne realizzato.
Il 9 ottobre del 2003, secondo la legge 1138, il legislatore decise di cambiare il nome a molte delle fermate del Premetro, preferendo nomi legati alle strade in cui erano collocate le fermate, piuttosto che nomi che ricordassero nomi di istituzioni o personaggi pubblici.
Alla linea costruita nel 1986 vennero aggiunte due nuove fermate:
- Nuestra Señora de Fátima che venne inaugurata il 13 marzo del 2000[2]
- Pola inaugurata il 7 novembre del 2006, ubicata all'incrocio della strada che le dà il nome e la Avenida Fernández de la Cruz.[3]

## Materiale rotabile
Il premetro cominciò il servizio con una flotta di otto treni che vennero prodotti con parti elettromeccaniche dei treni della Linea A della metropolitana. Questi treni, che erano stati soprannominati "lucertole", effettuarono il servizio soltanto per due anni, e vennero sostituiti nel 1989 da nuovi modelli.
I modelli vennero man mano smantellati nella loro totalità. Ma nel 2004 l'Asociación Amigos del Tranvía riscattò uno di questi modelli per restaurarlo e integrarlo nella collezione del museo Tranvía Histórico situato nel quartiere Caballito.

## Stazioni

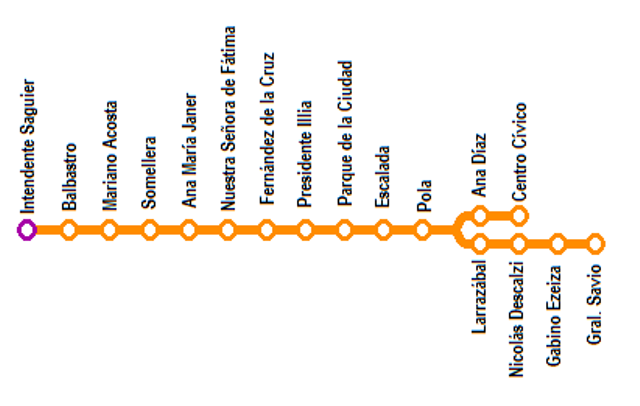
Rappresentazione grafica

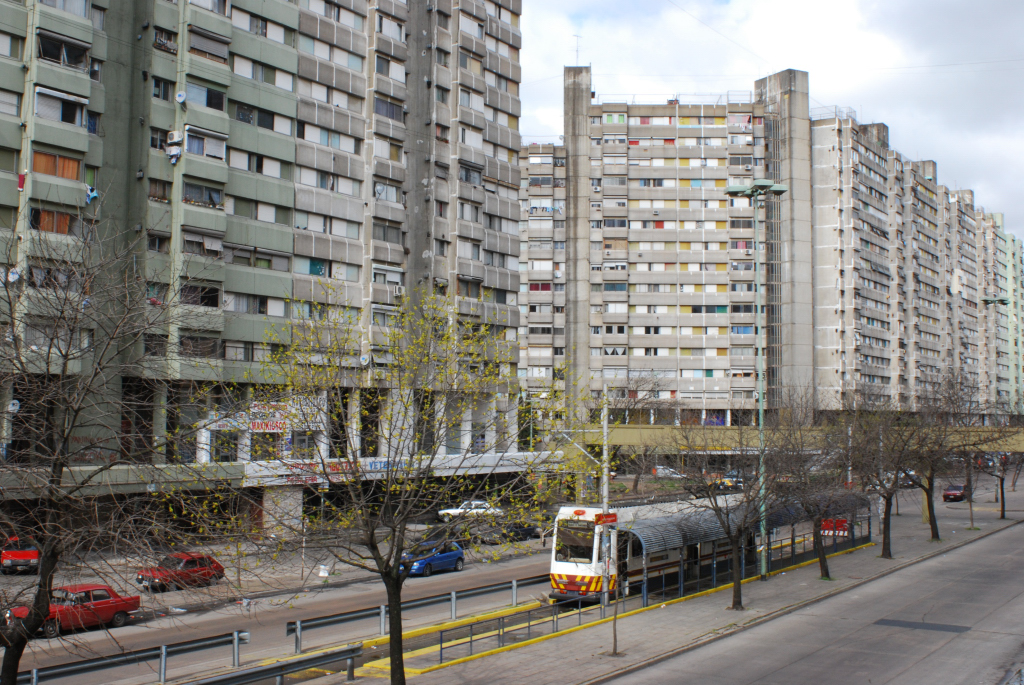
Un treno del Premetro alla fermata Centro Civico

Nell'elenco che segue, a fianco ad ogni stazione, sono indicati i servizi presenti e gli eventuali interscambi ferroviari:
| Fermata                  | Apertura        | Interscambi          | Note |
| ------------------------ | --------------- | -------------------- | ---- |
| Tratta comune            |                 |                      |      |
| Intendiente Saguier      | 27 agosto 1986  |                      |      |
| Balbastro                | 27 agosto 1986  |                      |      |
| Mariano Acosta           | 27 agosto 1986  |                      |      |
| Somellera                | 27 agosto 1986  |                      |      |
| Ana Maria Janer          | 27 agosto 1986  |                      |      |
| Nuestra Senora de Fatima | 13 marzo 2000   |                      |      |
| Fernandez de la Cruz     | 27 agosto 1986  |                      |      |
| Presidente Illia         | 27 agosto 1986  | Stazione ferroviaria |      |
| Parque de la Ciudad      | 27 agosto 1986  |                      |      |
| Escalada                 | 27 agosto 1986  |                      |      |
| Pola                     | 7 novembre 2006 |                      |      |
| Ramo Centro Cívico       |                 |                      |      |
| Ana Diaz                 | 27 agosto 1986  |                      |      |
| Centro Civico            | 27 agosto 1986  |                      |      |
| Ramo Gral Savio          |                 |                      |      |
| Lazzarabal               | 27 agosto 1986  |                      |      |
| Nicolas Descalzi         | 27 agosto 1986  |                      |      |
| Gabino Ezeiza            | 27 agosto 1986  |                      |      |
| Gral Savio               | 27 agosto 1986  |                      |      |